# الخريب (السدة)

تعديل مصدري - تعديل

الخريب هي إحدى قرى عزلة وادي حجاج بمديرية السدة التابعة لمحافظة إب، بلغ تعداد سكانها 330 نسمة حسب تعداد اليمن لعام 2004.